# 屠俓
屠俓（1483年—1526年），字直卿，號樾崖，浙江寧波府鄞縣人，明朝政治人物，進士出身。

## 生平
正德二年（1507年）浙江鄉試中第五十五名，會試中第二百二十七名。正德六年（1511年）登辛未科進士第二甲第四十六名。官至吏部文選司員外郎。有文才，詩、賦、書法都聞名一時。

## 家族
曾祖屠子真；祖父屠瑜；父屠滽。嫡母薛氏，姜氏，封一品夫人；生母方氏。具慶下。兄屠傑，前軍都督府都事；屠偕，義官；弟屠健、屠仕、屠僎。